# Ante Kuduz (rukometaš)
Ante Kuduz, hrvatski reprezentativni rukometaš
Igrač Osijeka.
S mladom reprezentacijom 2013. osvojio je srebro na svjetskom prvenstvu.